# Константин
Константи́н — мужское русское личное имя латинского происхождения; восходит к лат. constans (родительный падеж constantis) — «постоянный, стойкий». Constantius (Конста́нций) — известное в античности личное имя; Constantinus — его производная форма, которая обрела самостоятельность.
Существуют производные фамилии: Константинов, Константиновский, Костин, Костусев, Костусёв.

## История имени
В христианском именослове имя Константин соотносится со многими раннехристианскими святыми, но прежде всего — с Константином I Великим, римским императором, почитаемым в лике равноапостольного (вместе со своей матерью Еленой). Он основал новую, христианскую столицу Римской империи — Константинополь; благодаря ему христианство стало господствующей религией империи. Ранние церковные историки объявили Константина образцовым христианским правителем и нарекли эпитетом «Великий». Особое отношение к личности Константина I, правившего долго и успешно, сказалось на его имени: в последующем одиннадцать римских и византийских императоров носили это имя.
На Руси после принятия православия в качестве государственной религии переняли и ореол власти и могущества, которым обладало в те времена имя Константин. В XII—XIV веках среди представителей различных ветвей княжеской династии Рюриковичей обнаруживаются многочисленные носители этого имени. Среди них, например, Великий князь Владимирский Константин Всеволодович, суздальский князь Константин Васильевич, и другой Константин Васильевич — князь ростовский, Великий князь Тверской Константин Михайлович и другие. Однако после XV века, отмеченного крушением Византии и завоеванием Константинополя турками, имя уже не встречалось у русских владетельных князей.
К XVIII веку имя Константин стало редким; его использование сместилось в церковные круги, оно встречалось преимущественно у монахов и священников. Возвращение имени в светский обиход, как полагала Алла Кторова, связано с императрицей Екатериной II, которая выбрала его для своего второго внука. Выбор диктовался политическими причинами: Екатерина помышляла о восстановлении Византийской империи (см. «Греческий проект»), а внука своего видела на троне византийских императоров, поэтому его нарекли в честь Константина Великого. Имя закрепилось в именнике Романовых: в XIX—XX веке его носили некоторые великие князья. Таковы Константин Николаевич, брат Александра II, и его сын Константин Константинович, поэт, публиковавшийся под псевдонимом «К. Р.». Как отмечал В. А. Никонов, введение того или иного имени в именник правящей династии сказывалось на его распространённости, как правило, благотворно. Однако, по сведениям Л. М. Щетинина, имя Константин в конце XIX века не входило в число популярных мужских имён.

## Частотность имени
После Октябрьской революции, согласно сведениям об именах новорождённых, собранным А. В. Суперанской и А. В. Сусловой по Ленинграду за несколько десятилетий, частотность имени не испытывала резких колебаний. Так, у родившихся в 1920-е—1930-е годы она составляла 13 ‰ (то есть выявлялось 13 носителей имени в 1000 учтённых), у родившихся в 1940-е—1950-е годы — 11 ‰, у новорождённых 1960-х—1970-х годов наблюдался более чем двукратный прирост частотности — до 24 ‰, а в 1980-е она составляла 20 ‰.
Статистические сведения В. А. Никонова по именам новорождённых в 1961 году, собранные в нескольких регионах центральной России, показывают, что имя было преимущественно «городским». В городах частотность имени колебалась от 4 ‰ (в Костроме и Курске) и 6 ‰ (в Пензе) до 9 ‰ (в Калуге) и 15 ‰ (в Ульяновске). Тогда как на селе значения были скромнее: от 2 ‰ и 3 ‰ (сельские районы Тамбовской и Куйбышевской [Самарской] областей соответственно) до 4 ‰ (в Костромской и Пензенской областях) и 6 ‰ (в Ульяновской, Владимирской и Ярославской областях). При этом в сельских районах двух из девяти обследованных областей — в Курской и Калужской — имя не фиксировалось вообще.
В 1973 году, согласно сведениям, опубликованным Ю. А. Рыловым, имя Константин входило в десятку наиболее востребованных в России мужских имён, будучи в этом списке на 9-й позиции.
В 2009 году в Хабаровском крае имя оказалось на 25-м месте в реестре популярных мужских имён; его частотность при этом составила 13 ‰.

## Родственные имена
Православный именослов содержит несколько имён, родственных имени Константин. Это упоминавшееся имя Констанций, а также имя Констанс (мужское). Старые церковные календари (до пересмотра святцев в конце XIX века) содержали также имя Константей и женское имя Констанция. Все они образованы от одного и того же латинского корня. Об употребимости этих имён сведений нет.

## Именины
Православные именины (даты приводятся по григорианскому календарю):
- 8 января
- 11 февраля, 27 февраля
- 6 марта, 19 марта, 25 марта
- 24 мая
- 3 июня, 11 июня, 15 июня, 18 июня, 29 июня
- 8 июля, 14 июля, 16 июля, 22 июля, 27 июля
- 2 августа, 9 августа, 11 августа, 13 августа, 17 августа, 26 августа
- 16 сентября, 19 сентября, 23 сентября
- 1 октября, 2 октября, 4 октября, 15 октября, 22 октября
- 3 ноября, 4 ноября, 15 ноября, 19 ноября, 22 ноября, 23 ноября, 25 ноября, 27 ноября
- 2 декабря, 11 декабря, 15 декабря, 23 декабря

Для имени Констанс:
- 8 апреля

Для имени Констанций:
- 8 января

### Комментарии
1. ↑  Сына римского императора Констанция I Хлора звали Константином.

### Литературные источники
1. ↑  Петровский Н. А. Константин. Словарь русских личных имён. Грамота.ру (2002). Дата обращения: 22 ноября 2015. Архивировано 25 ноября 2019 года.
2. ↑  Константин // Словарь античности = Lexikon der Antike / сост. Й. Ирмшер, Р. Йоне ; пер. с нем. В. И. Горбушин, Л. И. Грацианская, И. И. Ковалёва, О. Л. Левинская ; редкол.: В. И. Кузищин (отв. ред.), С. С. Аверинцев, Т. В. Васильева, М. Л. Гаспаров и др. — М.: Прогресс, 1989. — С. 283. — 704 с. — ISBN 5-01-001588-9.
3. ↑  Кторова, Алла. «Минувшее…» Язык. Слово. Имя. — М.: Минувшее, 2007. — ISBN 978-5-902073-54-3.
4. ↑  Никонов, В. А. Личное имя — социальный знак // Имя и общество. — М.: Наука, 1974.
5. ↑  Щетинин, Л. М. Русские имена. — Ростов-на-Дону: Ростовский университет, 1975.
6. ↑  Суперанская, А. В., Суслова, А. В. Статистика имён // О русских именах. — 5-е изд., перераб. — СПб.: Авалонъ, 2007. — ISBN 978-5-90365-04-0.
7. ↑  Никонов, В. А. Личные имена у русских сегодня // Имя и общество. — М.: Наука, 1974.
8. ↑  Рылов, Ю. А. Итальянский и русский именники: состав и типология имён // Имена собственные в европейских языках. Романская и русская антропонимика. — М.: АСТ, 2006. — ISBN 5-17-038554-4.
9. ↑  Популярные имена новорождённых в 2009 году. Управление ЗАГС Правительства Хабаровского края (17 марта 2010). Дата обращения: 21 июля 2011. Архивировано 24 августа 2011 года.
10. ↑  Суперанская, А. В. Словарь русских личных имён. — М.: Эксмо, 2006. — (Библиотека словарей). — ISBN 5-699-10971-4.
11. ↑  Святые с именем Константин. Православный календарь. Православие.ру. Дата обращения: 21 июля 2011. Архивировано 20 мая 2012 года.
12. ↑  Святой с именем Констанс. Православный календарь. Православие.ру. Дата обращения: 21 июля 2011. Архивировано 20 мая 2012 года.
13. ↑  Святой с именем Констанций. Православный календарь. Православие.ру. Дата обращения: 21 июля 2011. Архивировано 20 мая 2012 года.